# Veldrietzanger
De veldrietzanger (Acrocephalus agricola) is een zangvogel uit de familie Acrocephalidae (rietzangers).

## Kenmerken
Het verenkleed bestaat uit een rossig geelbruine bovenzijde, een witte onderzijde en een lichte wenkbrauwstreep.

## Voortplanting
Het legsel bestaat meestal uit vier of vijf witte eieren met vlekken in een diep, komvormig nest, dat is opgehangen aan rietstengels.

## Verspreiding en leefgebied
Deze soort broedt van oostelijk Oekraïne tot westelijk-centraal China en overwintert in Zuid-Azië. De vogel leeft in moerassige gebieden met struiken en dichte vegetatie, nabij zoet water.

## Voorkomen in Nederland
De veldrietzanger is een dwaalgast in Nederland met in totaal 42 bevestigde waarnemingen tussen 1970 en 2021.